# Emilio Gino Segrè
Emilio Gino Segrè (Tívoli, Lacio, Italia, 1 de febrero de 1905-Lafayette, California, Estados Unidos, 22 de abril de 1989) fue un físico ítalo-estadounidense que, juntamente con Owen Chamberlain, ganó en 1959 el Premio Nobel de Física, por el descubrimiento del antiprotón.
Hijo de padres sefardíes, estudió en la universidad romana de La Sapienza ingeniería. En 1927 cambió de carrera por la física y se doctoró en 1928 con una tesis dirigida por Enrico Fermi. Pertenecía al llamado Grupo de Roma.
Después de hacer el servicio militar, desde el 1928 hasta el 1929 trabajó con Otto Stern en Hamburgo y con Pieter Zeeman en Ámsterdam, como miembro de la Fundación Rockefeller (Rockefeller Foundation). Segrè fue profesor de física de la Universidad de Roma "La Sapienza" de 1932 hasta 1936. De 1936 hasta 1938 será director del laboratorio de física de la Universidad de Palermo. Después de la visita que hizo en el Laboratorio de Radiación de Berkeley (Berkeley Radiation Laboratory) a Ernest O. Lawrence. Ernest le envió en 1937 a Segrè una muestra de molibdeno que había sido bombardeado con núcleos de deuterio (deuterones) en el ciclotrón de Berkeley para que la analizase, ya que estaba emitiendo formas anómalas de radioactividad. Tras cuidadosos análisis químicos y teóricos, Segrè fue capaz de probar que parte de la radiación estaba siendo producida por un elemento químico desconocido que fue llamado tecnecio por haber sido el primero sintetizado artificialmente (del griego tecnetos, que significa "artificial"). A posteriori ha sido encontrado en la naturaleza, aunque en muy pequeñas dosis.
Mientras Segrè estaba de visita a California, en verano del 1938, el gobierno fascista de Mussolini expulsó de las universidades a los judíos con sus leyes antisemitas. Como judío, a Segrè se le otorgó un permiso de emigrante por tiempo indefinido. En el Laboratorio de Radiación de Berkeley, Ernest O. Lawrence le ofreció un puesto de trabajo como Asistente de Investigación (una posición bastante baja para alguien que había descubierto un elemento) con un sueldo de 300 dólares al mes. Además, cuando Lawrence se enteró de que Segrè estaba legalmente atrapado en California, le bajó el sueldo a 116 dólares (muchos, incluido Segrè, vieron en esto una situación de explotación). Segrè, empero, pudo encontrar otro trabajo como profesor del departamento de física en la Universidad de California en Berkeley. Mientras estaba allí, ayudó a descubrir el elemento conocido como astato y el isótopo plutonio-239 (que luego se utilizó para crear la bomba atómica lanzada en Nagasaki).
Desde 1943 a 1946, trabajó en el Laboratorio Nacional de Los Álamos / Los Alamos National Laboratory, dentro del grupo encargado del proyecto Manhattan. En 1944 obtuvo la ciudadanía estadounidense y, cuando regresó a Berkeley en 1946, trabajó como profesor de física allí hasta 1972. En 1974, volvió a la Universidad de Roma "La Sapienza" como profesor de física nuclear.
Segrè, además, fue un fotógrafo aficionado y sus instantáneas documentaron eventos y retrataron personas para la historia de la ciencia moderna. El Instituto Americano de Física (American Institute of Physics) dio su nombre al Archivo Fotográfico de la Historia de la Física en su honor.
Murió a la edad de 84 años, de un ataque cardíaco, en Lafayette, California (Estados Unidos).

## Inicio de su carrera
De 1928 a 1929 sirvió en el ejército italiano. En 1929 ingresó en la Universidad de Roma como profesor ayudante de Orso Mario Corbino. Obtuvo una beca en 1930 de la Fundación Rockefeller y trabajó con el profesor Otto Stern en Hamburgo (Alemania) y con el profesor Pieter Zeeman en Ámsterdam (Holanda). En 1932 regresó a Italia y fue nombrado profesor adjunto en la Universidad de Roma, donde participó en los proyectos de Enrico Fermi y otros destacados científicos italianos. En 1936 fue nombrado director del laboratorio de física de la Universidad de Palermo y permaneció allí hasta 1938.

## Su vida en Estados Unidos
Emilio Segrè desaprobaba el régimen fascista de Benito Mussolini. Puesto que era judío, no pudo retener su puesto en la universidad por las leyes antisemitas. Así que aceptó el trabajo de asistente de investigación que le ofreció Ernest Lawrence. En 1938, Emilio Segrè marchó a Berkeley (California), primero como investigador asociado y luego como profesor en el Departamento de Física. De 1941 a 1942 impartió cursos de física en este departamento y enseñó óptica, mecánica cuántica, física atómica y la termodinámica y mecánica estadística de posgrado. En 1943 aceptó una invitación de Robert Oppenheimer para unirse al grupo de Los Álamos. Y de 1943 a 1946 dirigió el grupo de radiactividad de su Laboratorio Nacional, trabajando en el proyecto Manhattan. Su descubrimiento de la fisión espontánea del plutonio reveló tener consecuencias de largo alcance dentro de este proyecto y condujo a la reorganización del laboratorio en el verano de 1944. Edward Teller, Enrico Fermi, David Bohm, Robert Oppenheimer, Niels Bohr, James Franck, Leo Szilard y el espía infiltrado Klaus Fuchs fueron los otros famosos científicos involucrados en este proyecto que desarrolló la bomba atómica y las dos que fueron lanzadas sobre las ciudades japonesas de Hiroshima y Nagasaki. En 1944 fue naturalizado como ciudadano estadounidense.
En 1946 regresó a la Universidad de California en Berkeley como profesor de su Departamento de Física y permaneció allí hasta 1972, enseñando mecánica cuántica y física nuclear. Durante esta labor formó a treinta estudiantes de doctorado. Y, aunque se retiró en 1972, pasó de forma activa su jubilación viajando y escribiendo, y en los años siguientes incluso continuó dando clases de vez en cuando sobre temas históricos en un curso especial de grado como emérito. En 1974 regresó a la Universidad de Roma y se convirtió de nuevo en profesor de física nuclear.

## Su trabajo
El profesor Segrè trabajó principalmente en física atómica y nuclear. Dentro de la atómica, se centró en la espectroscopia atómica, a la que hizo contribuciones útiles; estudió además el efecto Zeeman en metales alcalinos. Durante este periodo, también hizo algunos trabajos sobre enlaces moleculares.
En 1934 comenzó su investigación en física nuclear en colaboración con el profesor Enrico Fermi en materia de neutrones. Este trabajo incluía experimentos en los que elementos como el uranio fueron bombardeados con neutrones para crear elementos más pesados. En 1935 descubrió los neutrones lentos, poseedores de propiedades importantes que se aprovecharon ulteriormente para hacer funcionar los reactores nucleares. Este trabajo pionero sobre los neutrones se llevó a cabo en Roma entre 1934 y 1935.
También se interesó en radioquímica. Tras una visita al Laboratorio Nacional Lawrence Berkeley le enviaron una tira de molibdeno que provenía del deflector del ciclotrón instalado en el laboratorio. Este emitía formas anómalas de radiactividad. Después de un análisis químico y teórico Segrè fue capaz de demostrar que parte de la radiación provenía de un elemento previamente desconocido, que llamó tecnecio. Así, en 1937 se descubrió el nuevo elemento tecnecio (número atómico Z = 43) junto con el químico de la Universidad de Palermo Carlo Perrier. Este fue el primer elemento sintetizado artificialmente que no aparece en la naturaleza, ya que todos sus isótopos son inestables. En 1940, mientras estaba en Berkeley, descubrió junto a Corson el elemento químico astato. También descubrió el isótopo plutonio-239 y sus propiedades de fisión junto a McMillan, Glenn Seaborg, Joseph W. Kennedy y Arthur C. Wahl. El plutonio-239 se utilizó en la primera bomba atómica en Los Álamos y también en la lanzada en Nagasaki.
También estudió e investigó en otros campos de la física nuclear, como isomerismo, la fisión espontánea. Más tarde se concentró en la física de alta energía. Junto con sus asociados y los estudiantes que realizaron aportaciones al estudio de las interacciones entre los nucleones y los fenómenos relacionados con la polarización. En 1955, junto con Owen Chamberlain, Wiegand y Ypsilantis descubrió el antiprotón con el nuevo acelerador de partículas bevatrón. Este descubrimiento condujo al descubrimiento de muchas antipartículas adicional. Esto les trajo el Premio Nobel en 1959. Este descubrimiento también se elimina cualquier duda sobre la simetría partícula-antipartícula de la naturaleza. Su área principal de investigación fue el estudio de antinucleones.

## Premio Nobel
En 1959, Emilio Gino Segre recibió el Premio Nobel de Física junto con Owen Chamberlain por su descubrimiento del antiprotón. Un antiprotón es una antipartícula con la misma masa que un protón, pero con carga eléctrica de signo contrario. Obtuvo entonces el galardón que se le había negado veinte años antes al descubrir el primer elemento artificial que conoce la humanidad.

## Otros Honores
El profesor Segrè era miembro de la Academia Nacional de Ciencias de EE. UU.. También lo era de la Academia de Ciencias de Heidelberg y de la Accademia Nazionale dei Lincei de Italia. Fue galardonado con la medalla Hoffmann de la Sociedad Química Alemana y la Medalla Cannizaro de la italiana Accademia dei Lincei. Fue Profesor Honorario de la Universidad de San Marcos (Perú) y la Universidad de Palermo también le otorgó un doctorado honorario.

## Carrera docente
El profesor Segre fue profesor visitante en muchas de las universidades de fama mundial. Algunas de las principales universidades que se beneficiaron de sus servicios fueron la Universidad de Columbia en Nueva York, la Universidad de Illinois y la Universidad de Río de Janeiro entre otras.

## Muerte y escritos
Emilio Segre murió el 22 de abril de 1989, de un ataque al corazón. Dejó un duradero legado en sus libros y en los estudiantes que recuerdan su magisterio en sus vidas y carreras. Segrè editó los documentos de Enrico Fermi, del que más tarde publicó una biografía: Enrico Fermi: Physicist (1970). Publicó además sus propias notas de conferencias, como De rayos X a Quarks: físicos modernos y sus descubrimientos (1980) y De los cuerpos que caen a las ondas de radio: físicos clásicos y sus descubrimientos (1984). También editó la Revista Anual de Ciencia Nuclear y de Partículas de 1958 a 1977 y escribió una autobiografía, A Mind Always in Motion (1993), que se publicó póstuma. Su hijo Claudio Segrè escribió un libro en honor de su padre, apropiadamente titulado Los átomos, las bombas y los besos esquimales. Un recuerdo del padre y del hijo, para mantener viva su memoria.